# Juan Merchan
Juan Manuel Merchan, född 1962/1963, är en amerikansk domare och före detta åklagare. Han är tillförordnad domare i New York State Supreme Court i New York County (Manhattan). Han ledde rättegången mot Donald Trump i New York 2024.